# Nilokheri
Nilokheri è una città dell'India di 16.400 abitanti, situata nel distretto di Karnal, nello stato federato dell'Haryana. In base al numero di abitanti la città rientra nella classe IV (da 10.000 a 19.999 persone).

## Geografia fisica
La città è situata a 29° 49' 60 N e 76° 55' 0 E e ha un'altitudine di 236 m s.l.m..

## Società

### Evoluzione demografica
Al censimento del 2001 la popolazione di Nilokheri assommava a 16.400 persone, delle quali 8.596 maschi e 7.804 femmine. I bambini di età inferiore o uguale ai sei anni assommavano a 2.050, dei quali 1.129 maschi e 921 femmine. Infine, coloro che erano in grado di saper almeno leggere e scrivere erano 11.952, dei quali 6.583 maschi e 5.369 femmine.